# Decimetr krychlový

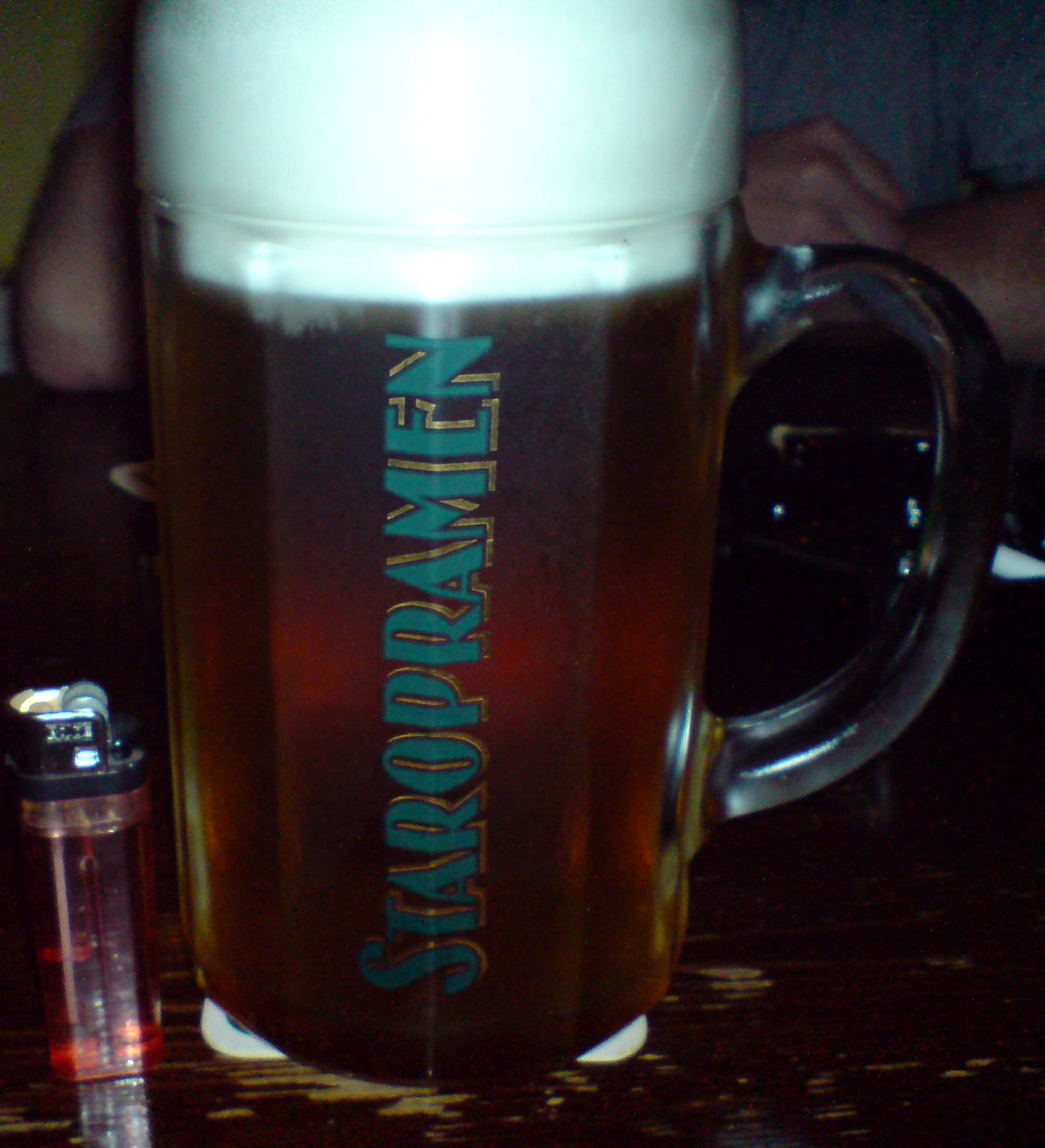
Pivní tuplák neboli sklenice o objemu jednoho litru

Decimetr krychlový je jednotka objemu, značená dm³, patřící do soustavy SI jako násobek odvozené jednotky. Jeden decimetr krychlový je objem krychle s délkou hrany 1 decimetr (10 cm).
1 dm³ = 10−3 m³
Jméno je složeninou předpony soustavy SI deci (= desetina) a názvu základnější jednotky metr, s přívlastkem krychlový jako označení objemové jednotky.
Decimetr krychlový je totožný s jednotkou litr.
Pro porovnání s dalšími řádově stejnými objemy viz 1 E-3 m³.